# GITADORA

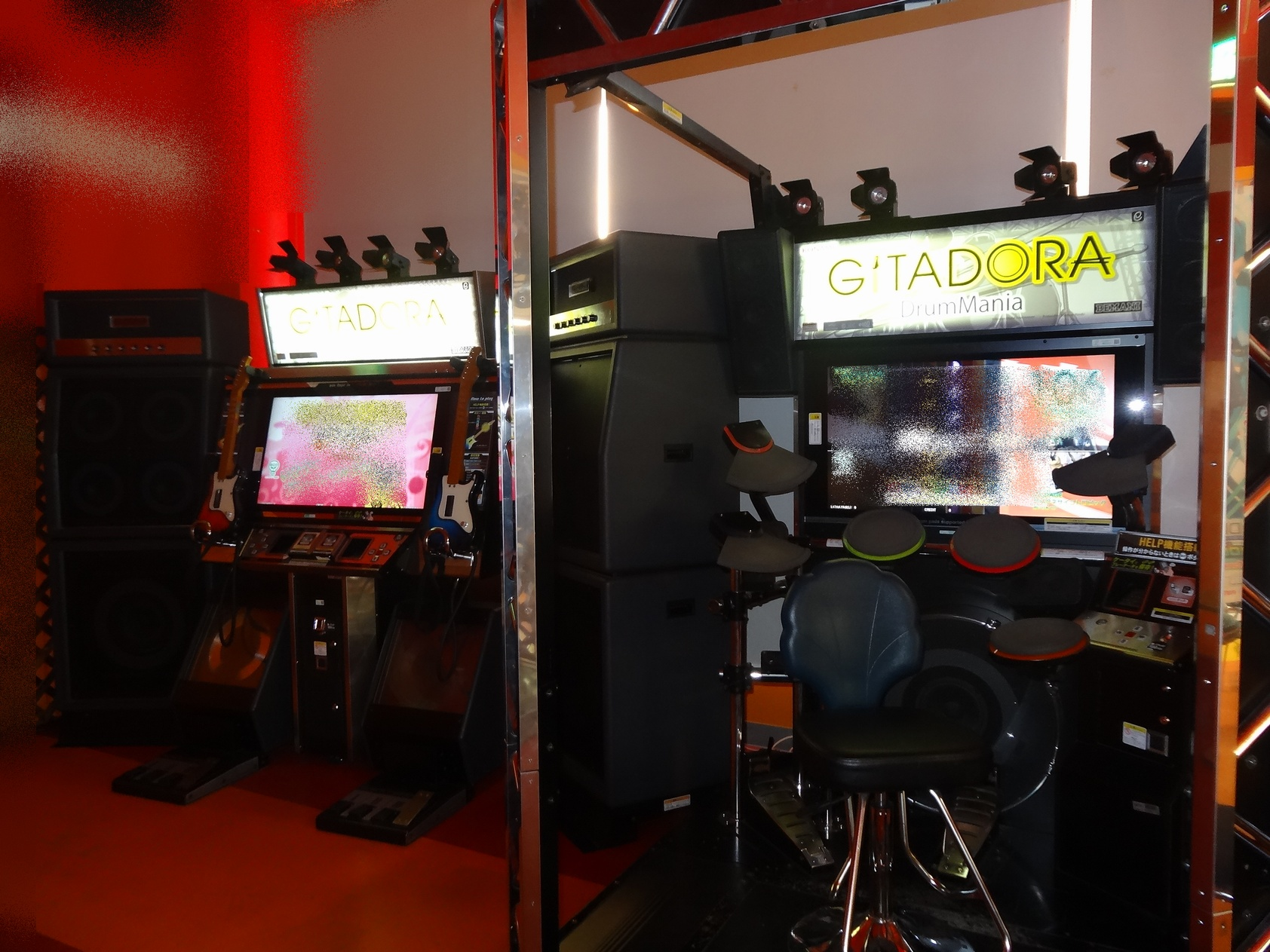
GITADORA OverDrive（左:GuitarFreaks・右:DrumMania）
※XG「デラックスキャビネット」にて稼動

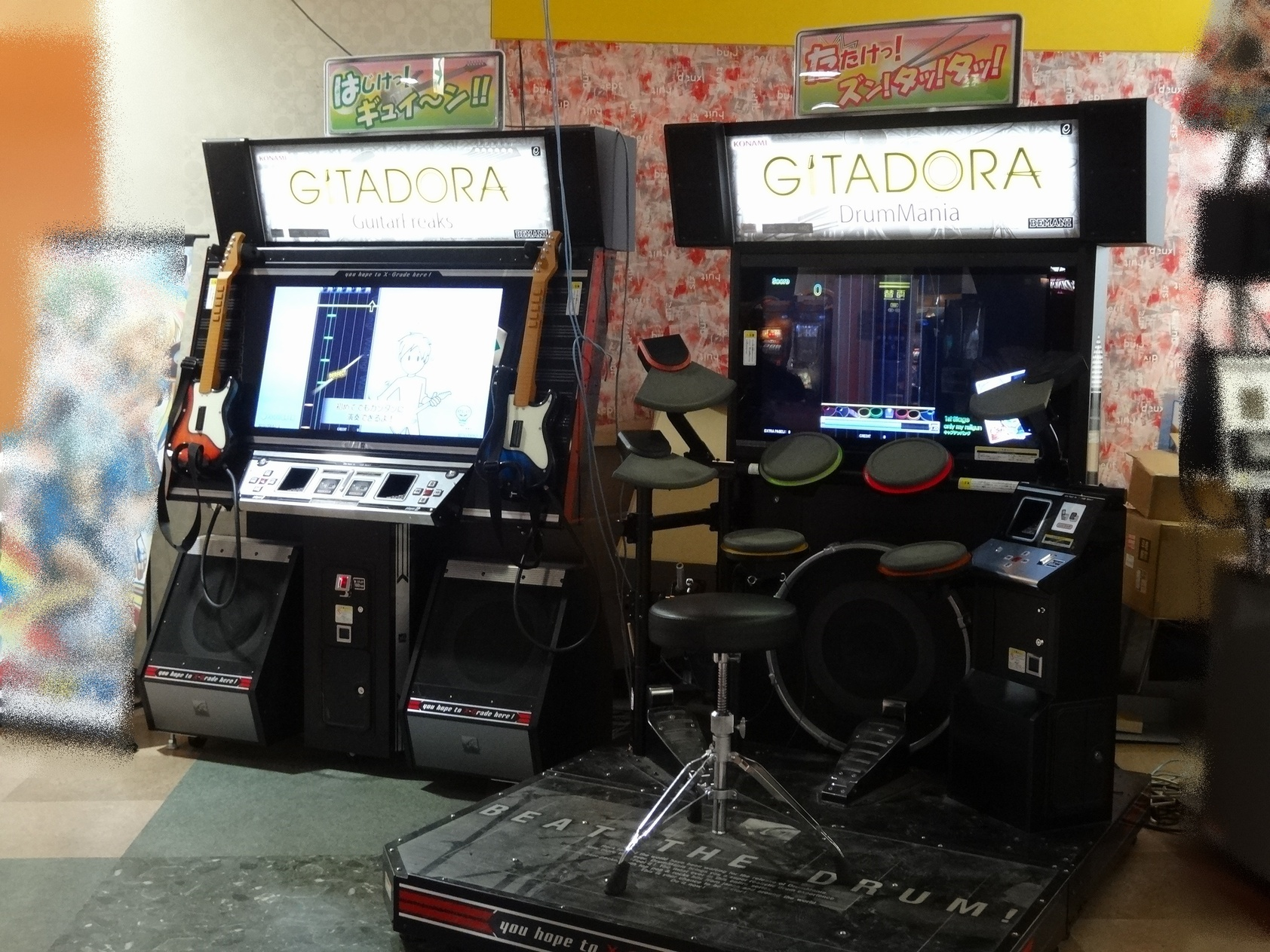
GITADORA（左:GuitarFreaks・右:DrumMania）
※XG2「スタンダードキャビネット」にて稼動

GITADORA（ギタドラ）は、2013年2月14日よりコナミアミューズメントが発売しているギター/ドラムシミュレーションの音楽ゲームである。GITADORA GuitarFreaks（ - ギターフリークス）とGITADORA DrumMania（ - ドラムマニア）の2作品で構成される。BEMANIシリーズの1つである。
2010年3月に稼働したGuitarFreaksXG・DrumManiaXG（XGシリーズ）の後継であり、同一の筐体を用いている。
なお本作の前身であるXGシリーズや従来のGUITARFREAKS・drummaniaシリーズ（旧筐体）についても、両筐体を総称してギタドラと呼ばれることがあった。また、KEYBOARDMANIA稼働時は3作を総称してギタドラキーと呼ばれることもあった。
本項では主に新筐体と呼ばれるXGシリーズとGITADORAについて解説する。旧筐体についてはGUITARFREAKS・drummaniaの各記事を参照。

## 概要
GUITARFREAKS・drummaniaシリーズから筐体を大幅にグレードアップし、それぞれに新しい入力デバイスが追加されより複雑な演奏を可能にした。従来シリーズがギタドラ・Vシリーズと一纏めに通称されていたことからXGシリーズもユーザー・開発スタッフ両者からギタドラXGと呼ばれることが多い。XGシリーズ2作目まではVシリーズも並行して展開されていたが、Vシリーズは2011年稼働開始の『V8』でシリーズ完結となった（2013年4月にV8のe-AMUSEMENTサービスが終了）。
筐体は従来シリーズのブラウン管スクエアモニターから液晶ワイドモニター（XG筐体では37インチ、白筐体では32インチ）へ変更されており、画面操作用のボタンも上下左右・決定・ヘルプの6ボタンが搭載された。GITADORA GuitarFreaksでは筐体の左右に大型スピーカーユニット、GITADORA DrumManiaでは筐体下部に振動パネルとステージを模した支柱が設置されている。これらを廃した小型筐体も後に発売された。

## ゲームプレイの詳細
1. クレジットを投入し、スタートボタンを押す。
2. セッションプレイの選択を行う。
スタートボタンを押した後、接続されている筐体がプレー中でない場合は双方の筐体にセッションプレイ受付中であることを示すメッセージが表示される。ギターのみの2人プレイやドラムとのセッションプレイを行う場合はこのときにそのプレイヤーもクレジットを投入しスタートボタンを押す。
セッションプレイを望まない場合は左ボタンを押しながらスタートボタンでキャンセル可能。
3. e-AMUSEMENT PASSを使用する場合
e-AMUSEMENT PASSをタッチし、パスワードを入力する。
4. 支払方法の選択
先にe-AMUSEMENT PASSをタッチした場合、ここでクレジットの投入かPASELIを使用しなければならない。
PASELIで支払う場合、追加料金を支払うことで途中FAILEDの有無を選択できる。
5. 曲を選ぶ
左右ボタンで曲を選択、上下ボタンでソート選択、スタートボタンで決定する。特定の操作により、スクロールスピードの設定や譜面種別や難易度の選択も可能。決定時にスタートボタン長押しで、オプションの設定画面に移動できる。
6. プレイする
GuitarFreaksの場合、画面下から上がってくる5色のバーに合わせてネックのボタンを押し、タイミングを合わせてピックレバーをはじく。
DrumManiaの場合、画面上から降ってくる9色のチップに合わせて、タイミング良く対応するパッドを叩く。
タイミングが良ければよいほどスコア・達成率・エキサイトゲージが上昇し、バーやチップを落としてしまう/ネックボタンの組み合わせを間違えて弾いた場合に下がる。ゲージが0になってしまうとStage Failedとなる（HIGH-VOLTAGEまでは、ここで強制終了となっていた。FUZZ-UPより最後まで演奏できるようになっている。途中で演奏を終える場合はゲージが0になった後、STARTとHELPのボタンを同時に長押しして手動で終了する）。
タイミングには段階があり、PERFECT(誤差0.03秒以内)→GREAT(誤差0.05秒以内)→GOOD(誤差0.1秒以内)→OK(誤差0.2秒以内)→MISS(0.2秒以上経過/ネックボタンの誤操作)の順で高得点になる。OKだとコンボが切れゲージが増えず、MISSを出すとゲージと達成率が下がる。
7. 結果の表示
1曲を最後までプレイできた場合STAGE CLEAREDとなり、各評価の数やコンボ数などのプレイ結果が表示される。クリアの可否にかかわらず、規定曲数を終えていなければこの後選曲画面に戻る。
規定曲数を終え、ボルテージゲージが100%に達するとENCORE STAGEに突入する。もし、ボルテージゲージが100%に満たなかった場合は、同日の次回プレイ以降では数%ずつ上乗せされた状態でスタートできる。
ENCORE STAGEに到達した場合、ENCORE STAGE専用曲を選択してなおかつPERFECT率が一定以上だった場合、更に難易度の高い専用曲に挑戦するPREMIUM ENCORE STAGEに進出するが、ここでプレイした譜面より上の難易度は選択できない。なお、専用曲を選択しなかったまたはPERFECT率が一定以下だった場合、次回進出の翌日までの間、PREMIUM ENCORE STAGEへのPERFECT割合ノルマが下がる（同日のENCORE STAGE進出回数によりノルマ減少率が加速していく）。
8. ゲーム終了後
ゲーム終了後、条件を満たした楽曲を解禁する。プレイ可能となるのは次プレイ時から。
終了時点でのスキルポイントもこのとき表示される。

## 筐体の違い

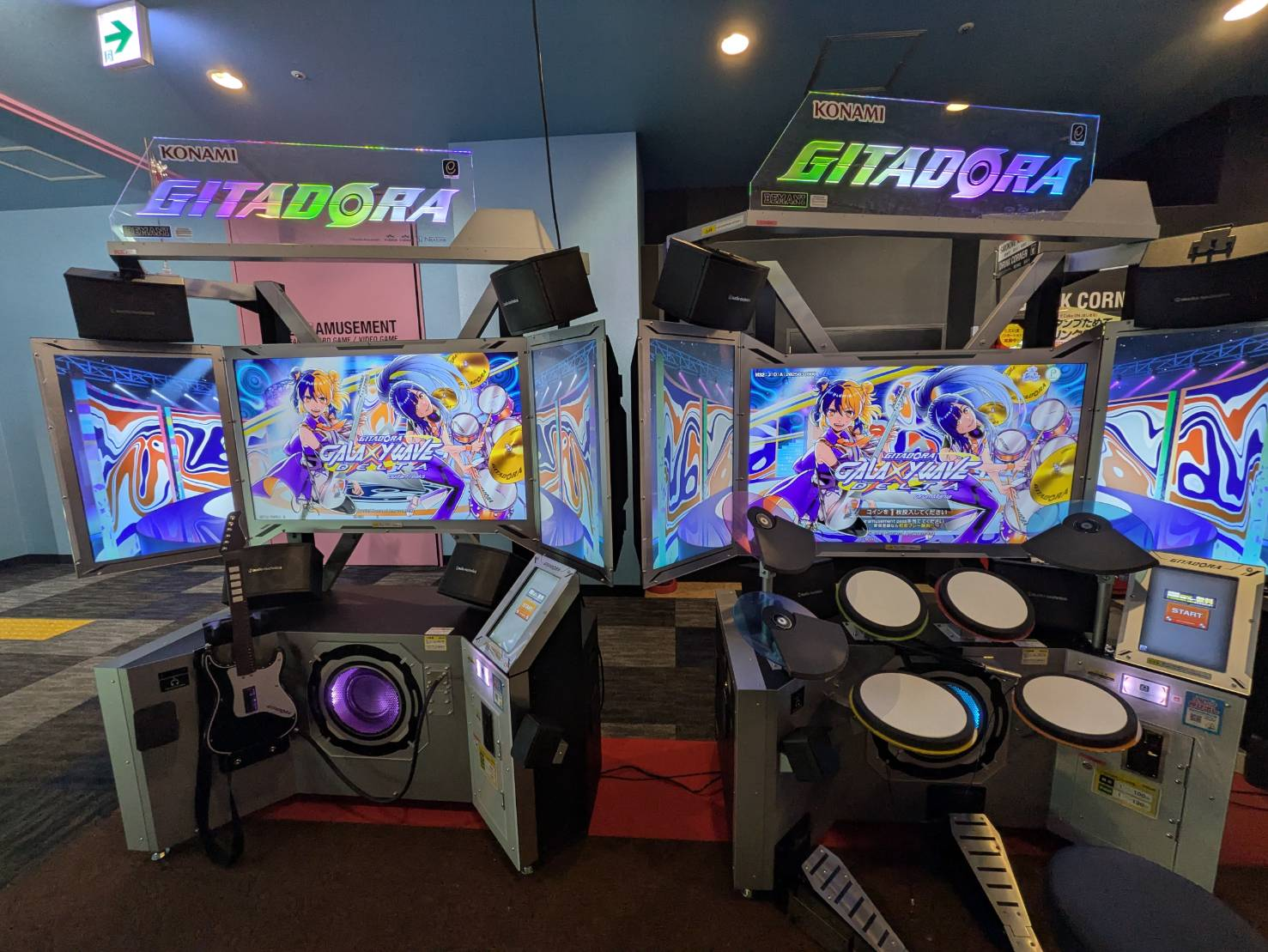
GITADORA -ARENA MODEL-

これまで4つの筐体が出ており、大きさやシステムが違っている。
XGデラックスキャビネット
XG登場時に販売された筐体。「X-treme Grade」のコンセプトの通り大型かつ豪華な仕様となっている。画面サイズは両機種ともに37インチである。
- GuitarFreaks：大型タワースピーカー(2ウーファー、8フルレンジスピーカー)2基と、3種のフットエフェクタースイッチ、ギターコントローラには振動機能を搭載。特徴的なタワースピーカーは非常に大きく、大変に目を引く。
- DrumMania：バスシェイカー搭載のステージと、照明を取り付けた外周を覆うフレームが特徴的。足元には大口径のウーファースピーカーがセットされている。

XGスタンダードキャビネット
XG2、XG3稼働時に新規販売された筐体。XGデラックスキャビネットのデザインを踏襲しつつ、省スペース化のため一部の外装が省かれている。
- GuitarFreaks：上記の3種の装備が省略されている。スピーカーは上部パネルの左右と足元のネオン部に分割して移設している。
- DrumMania：ステージ部分は引き続き搭載しているが、外周フレームと、ステージに搭載されていたバスシェイカーが省略されている。周囲には何もなくなったためある程度開放感がある。

GITADORA白筐体
GITADORA稼働以降、現在販売されている筐体。更なる省スペースと低価格を求め、大幅にデザインと仕様を変更したもの。画面サイズは両機種ともに32インチである。
- GuitarFreaks：前述のスタンダードキャビネットはもとより以前のVシリーズ筐体よりも大幅に小型化している、ギターコントローラーが1本のみの筐体。この仕様のため、筐体が2台以上置かれていない店舗では2人及び3人でのセッションプレイが出来ないという欠点がある。
- DrumMania：ステージがなくなり、Vシリーズ筐体に近いデザインに。各パッドと画面との配置が、電子ドラムの配置に近かったデラックス及びスタンダードと違い筐体固定になったため若干異なるという点がある。

GITADORA -ARENA MODEL-
GALAXY WAVE DELTAより登場した新型筐体。
中央部にメインモニターが、その左右に縦型のサブモニターが、筐体右側にはタッチパネルが搭載されている。
選曲・設定など楽曲プレイ以外の操作は基本タッチパネルを使って行う。
なお、筐体上のロゴは虹色に光っている。

## 従来シリーズからの変更点
GUITARFREAKS、drummaniaの項目も参照されたい。

### 操作デバイス

#### GuitarFreaksXG
ギターデバイスはネックボタンが『R・G・B』の3つから『R・G・B・Y・P』の5つに増え、ネック部分も細く変更されている。5つのボタンを握りながら同時に押さえる事は出来ないので、実際のギターでフレット移動するようにプレーしなければならない譜面も出現。R・B・Pボタンには表面に突起部分があるので、目視せずとも押さえているボタン位置がわかりやすくなっている。
デラックスキャビネットに限り、エフェクトはギターデバイスのエフェクターノブで強さを設定し、新たに足で操作するフットスイッチ3つとワウペダルが登場した。また、ゲーム中新たに登場するロングノーツでネックボタンを押している間はギター音にビブラートが掛かる。
ワイリングは従来の上方向に加えて、下方向、前後方向(XG3まで)が追加された。また、デラックスキャビネットの場合、ワイリング成功時にギター本体が振動する。

#### DrumManiaXG
ドラムデバイスは『ハイハット・スネア・バスドラム・ハイタム・ロータム・シンバル』の構成に、レフトシンバル・レフトペダル・フロアタムの3つのデバイスが追加され、『レフトシンバル・ハイハット・レフトペダル・スネア・ライトペダル・ハイタム・ロータム・フロアタム・シンバル』という構成になった。これによりツーバスパートやより複雑なタムワーク、ハイハットペダルでのリズムキープなどが譜面に登場するようになった。デラックスキャビネットに限り、曲中登場するボーナスノーツを叩いた際には振動パネルが作動する。

### プレー難易度
1つの楽曲に対しBASIC(NOVICE)・ADVANCED(REGULAR)・EXTREME(EXPERT)の3タイプ（括弧内はXG3以前の表記）が必ず存在し、ボス曲など一部の楽曲には更に最高難易度であるMASTER譜面が存在する。また、GuitarFreaks側ではギターパートとベースパートの2つが切り替え可能で、従来のオープンピックパートが廃止された代わりに、ギター・ベースパートにもOPENノーツが登場するようになった。
シリーズが進むにつれて徐々に緩和されているが、ギター側のOPENノーツ、ドラム側のレフトペダルノーツは低難易度譜面では出現しないようになっている。ただし、ギター側のPノーツは低難易度譜面でも一部の曲で出現する。各ノーツの使用率は選曲画面でグラフ化されている。
レベル表記は従来の99段階表記から1.00〜9.99までの小数点込み表記へと変更され、GITADORAで「一網打尽」のMASTER(GUITAR)が史上初の9.99に指定された（殆ど使用されていない数値が多々存在する）。基本的には難易度は1.00から始まり0.05刻みである。

## 旧作楽曲
2014年現在も、従来シリーズの楽曲は一部のみプレー可能である。初代XG稼働初期では僅か50曲程度の収録に留まったが、度重なるアップデートやイベントで110曲程度を追加収録し、XG2以降も段階的に移植が進んでいる。ロングバージョン楽曲はGITADORA OverDriveで初めて移植された。
XG2までは、従来シリーズと殆ど同じデバイス構成・難度数値表記で遊べるCLASSICモードが存在し、並行稼働していたVシリーズの楽曲をすべて遊ぶことができた（XG3で廃止）。
EXCHAIN以降、従来シリーズの一部譜面がCLASSIC譜面として再収録されるようになった。

## スキルシステム
これまでの作品同様、プレイヤーの技量を示す指標として「スキルポイント」が設定されている。曲ごとのスキルポイントは以下の式に基づき決定される。
- 曲ごとの難易度 × 達成率(%) × 20 = その曲におけるスキル

達成率は各譜面でどれだけ正確に叩けたかを示し、全て最高評価の「PERFECT」でフルコンボを達成した際に100%(EXCELLENT)となる。重みはPERFECT評価の場合85%(GREAT評価の場合は15%)、最大コンボ数(全体のノーツ数に対する最大コンボ記録の割合)が5%、フレーズコンボ成功率（フレーズ数に対する成功回数の割合）が10%である。
前述の式に基づきスキルを計算すると
- 難易度1.00の曲で達成率100%の場合 1.00×1.00×20=20ポイント
- 難易度3.00の曲で達成率80%の場合 3.00×0.80×20=48ポイント
- 難易度9.99の曲[4]で達成率100%の場合 9.99×1.00×20=199.8ポイント(理論上の最高値)

となる。なお、スキルポイントは小数点以下第2位まで算出される。また、演奏に失敗した場合は達成率に関わらず0ポイントとなる他、AUTOなどを使用した場合0.5倍、もしくは0倍(スキルポイントなし)の倍率がかけられる。
1曲に設定されている譜面ごとにスキルポイントは管理されるが、その中で1番高いスキルポイントのみがその曲のスキルとカウントされる。そのため、別譜面で高いスキルポイントを獲得すると高い方のスキルポイントが設定される。ただし、難易度と達成率次第では難易度が低い譜面の方が高ポイントとなる場合がある。
- 難易度3.00で達成率90%(54ポイント)と難易度4.00で達成率80%(64ポイント)では難易度4.00の譜面がカウントされるが、難易度4.00で達成率60%(48ポイント)だった場合は難易度3.00の譜面がカウントされる。

以上を基に、各曲のスキルポイントをはじきだし、そのシリーズで初出となる新曲と過去に登場したことのある旧曲(公式サイトでは「EXISTING」と呼ばれている)の中でそれぞれスキルポイント上位25曲ずつ、計50曲の合計スキルポイントがそのプレイヤーの総スキルとして決定される。理論上は9.99の曲50曲を全て100%でクリアした際の9990ポイントであるが、難易度の設定上最高値は9000ポイント弱となっている。また、スキル対象外の曲を含めた全曲合計のスキルポイントは「全曲スキル」として別に管理され、主に幅広くプレーしているかの指標となる。
その時点のスキルに応じてネームプレートの色が変動する。1000ポイント未満は白で表示され、以降は獲得スキルにより橙(1000～1999.99)→黄(2000～2999.99)→緑(3000～3999.9)→青(4000～4999.99)→紫(5000～5999.99)→赤(6000～6999.99)→銅(7000～7499.99)→銀(7500～7999.99)→金(8000～8499.99)→虹色(8500以上)へと変わる。また、赤以下は下3桁が500未満の場合は単色、500以上の場合は白とのグラデーションで表記される。スコアグラフに表示されるライバルや店舗トップとなる他プレイヤーのスキルはこれによりある程度把握することができる。ただし、正確な現在のスキルを調べるにはe-AMUSEMENTで確認する必要がある。

## シリーズ作品

### GuitarFreaksXG＆DrumManiaXG
2010年3月稼働。キャッチフレーズは「"you hope to X-Grade here!"」(XGシリーズ共通のキャッチフレーズである)。新曲は専用ビデオクリップがある物と共通ムービーにアニメーションが付いている物の2種類があった。セッション推奨キャンペーンが行われ、セッションする事でステージ数が増加したり解禁楽曲が増えるボーナスが付いた。オンライン対戦モード『X-BATTLE』も存在したが、筐体によってはゲームにならない程の処理落ちが頻発し稼働終了まで改善されなかった。
稼動当初は3ステージ200円固定だったが、同年10月頃から100円設定にできるようになった。その設定ができるようになって直後、100円設定にする店舗が全国的に見られた。
- 楽曲解禁イベント
  - jukebox
    - 稼働初期から4度に渡って開催。プレー終了時に最大35曲の中から1曲(セッション等によって増加可能)を必ず獲得出来る。主に旧曲移植を目的としたイベントで楽曲リクエストも行われた。

  - X-Trial
    - 課題となる5曲のスコアを競う全プレイヤー参加可能な大会。スコアによるランクが高いプレイヤーから順番に賞品である楽曲が解禁されていく。

### GuitarFreaksXG2＆DrumManiaXG2
2011年3月稼働。「Groove to Live」のサブタイトルが付く。キャッチフレーズは「カラダで感じるGrooooooove!」。本作からPASELI対応となった。グループ機能に重点が置かれており、グループメンバーが提示したミッションに挑戦したり、メンバーがプレーした楽曲のログを参照することで隠し曲を無条件で遊ぶ事が出来た。店舗対抗・グループ対抗の公式大会も開催された。本作ではコナミオリジナル新曲にビデオクリップが無く、オンラインプレー要素が搭載される事もなかった。
- 楽曲解禁イベント
  - グループわいわいキャンペーン
    - グループ人数が規定の人数に到達すると楽曲が解禁し、専用のEXTRAステージ・ENCOREステージが登場した。

  - 15日連続新曲解禁 "XG2+"
    - 夏に行われた大型アップデート。ライブポイントを貯めて解禁出来る楽曲が1日1曲ずつ15日連続で増えていく。

### GuitarFreaksXG3＆DrumManiaXG3
2012年2月稼働。キャッチフレーズは「XGを、はじめよう!!」。
プレー画面が大幅に変更・簡易化され、ビデオクリップではなく3Dアバターの演奏がメインビジュアルとなった（ビデオクリップは今作新規収録曲のみライセンス楽曲のPV含めて完全廃止。前作までのビデオクリップの表示は存在し、XG2には新たにXGでの汎用クリップが割り振られている）。
全曲を対象にしたオンラインマッチング機能を搭載し、ギター・ドラム関わらず最大3人までのオンライン同時プレーをサポート。ただし稼働途中よりリニューアルされ、マッチング機能の対象は毎日選出される30曲のみになった。
しかしプレイヤー側の不評が相次いだ作品。クラシックモードの削除や処理落ち、ステージクリアしてもゲームオーバーになるチェーンコンボシステム、ムービーの廃止などが問題となった。
- 楽曲解禁イベント
  - Pleasure box
    - ゲーム中手に入るLivePointや3種類のプレート、あるいはPASELIを元手にガチャを回し、隠し曲やアバターのキーを特定数集める事で解禁していく。
    - Pleasure boxの中身は月1回程度リニューアルし、コストは多く掛かるが次回のPleasure box対象曲が解禁可能な『Pleasure Box フライングゲット』も存在する。
    - 解禁キーが重複する事が大きなポイントで、当然ながら運次第でどれだけガチャを回してもキーが揃わない事もあった。いわゆるコンプリートガチャであるため、コンプガチャ問題が話題になると、同年6月6日にマッチングシステムと同時に本イベントもリニューアルされ、単純に解禁したい曲を選んでポイント等を注入していく形式になった[8]。

### GITADORA
2013年2月14日稼働。キャッチフレーズは「ボクらのセイシュン、みんなのギタドラ!」。XGシリーズの後継ではあるものの、本作でその枠組が外れた。イメージキャラクターとしてオトベアが登場している。
今作よりシステム用OSがWindows XP EmbeddedからDance Evolutionでも採用されているWindows Embedded Standard 7に変更された。
プレー要素はXG3より更に簡略化され、3Dアバターやオンラインマッチングといった前作の要素は殆ど削除された。問題になっていたバグなどが今作で大幅に改善されている。
メインビジュアルはビデオクリップに戻り、V3以前のクリップが殆ど削除されたが、V4以降やXGシリーズ・新規追加のHDクリップの画質は非常に向上している。また、一部楽曲についても専用ムービー(ミュージッククリップ)が追加されている。
2013年7月10日の大型アップデートで従来のEXTRA STAGE・ENCORE STAGEがそれぞれ「ENCORE STAGE」→「PREMIUM ENCORE STAGE」として復活した他、これらの進出条件が画面に表示されるようになったり、プレイを重ねることで(それぞれ1日ごと・次回進出の翌日までではあるものの)徐々に緩和されるようになった。
WAILINGの横方向が廃止となり全て上下のみになり、難易度種類の名称がVシリーズ以前のものに戻った。また、今作で発売された新筐体のGuitar側はこれまでの2人同時プレイ可能な仕様から1人プレイ専用の仕様に変更されている(XG3までに販売された筐体ではこれまで通り2人同時プレイが可能)。
判定仕様がPOORからOKになり、ゲージ増減なしに変更されている(Drum mania初代やDance Dance RevolutionX3以前などのGOOD仕様と同じ)。
楽曲解禁イベント
GITADORA LIVEとiOS/Android用アプリ
稼働当初、今作での新楽曲の解禁はすべてiOS/Android用のアプリ「GITADORA」を通し、他のプレーヤーと協力して曲ごとの「ライブ」を複数回成功させることにより楽曲を解禁するものであった。解禁楽曲の選択はPCやフィーチャーフォンでも可能。
だがアプリを使用できないフィーチャーフォンではミニゲームができず非常に不利になっていたため(協力プレーヤーにアプリ使用者がいればアーケード版のプレイのみで解禁自体は可能)、この不平等さを解消するべく2013年7月10日のアップデートで解禁方法を大幅に転換。
筐体及びアプリをプレイした際のスコアに応じてポイントが貯まり、それを筐体上で支払って楽曲が解禁できるようになった。
これがあなたへの挑戦状!
KONAMI Arcade Championshipに引っ掛けてKorega Anataeno Chōsenjō!としてそれぞれT-BONE、B-BONE、Q-BONEからの挑戦状が用意されている。
お題からクリア条件を推察して、1プレイの間に条件を達成すればクリア。同時に称号パーツも獲得できる。そしてビンゴを達成すると、楽曲が解禁となる。
最後にはオトベアからの挑戦状が待ち受けており、これをクリアするとコンプリート。
FINAL LIVE
GITADORAを締め括る楽曲解禁イベント。これまで解禁した楽曲をプレイし、星を集めて楽曲を解禁する。楽曲プレイで1個、ステージクリアで2個、フルコンボで3個獲得できる。星は難易度別に集計されるため、1曲あたり最大で星を27個 - 36個獲得できる。
GuitarFreaksプレイで星50個、DrumManiaのプレイで星50個、両機種合計5プレイごとに星200個獲得。星の数が500個、1000個、1500個に達すれば楽曲が解禁となる。

### GITADORA OverDrive（オーバードライブ）
2014年3月5日稼働開始。GITADORAの続編でロング曲やバトルが復活した。
後述のドライブフレアを獲得できるドライブキャンペーンが追加された。特定テーマで選出された楽曲群や、バトルやロング曲をプレイする、一定以上の達成率やコンボ率、フルコンボを達成するなど、多彩な条件が用意されている。
楽曲解禁イベント
Music Factory
プレイ内容に応じてドライブフレアを獲得し、これを注入して100%に達すれば楽曲が解禁となる。
ドライブフレアの色には相性があり、同じ色を持つ曲だとポイントが増える。キャンペーンを上手く使うことが曲を早く解禁する鍵となる。
毎月4曲ずつ追加される。新曲だけでなく、他機種からの移植曲、Vシリーズからの復活曲も含まれる。

### GITADORA Tri-Boost（トライブースト）
2015年4月21日稼働開始。今まで一部楽曲のみの搭載だったMASTER譜面が、基本的に新規楽曲では搭載されている。また、前作で復活したロング曲は、新規楽曲に限りベース譜面も搭載するようになった。
前作途中より徐々にフィーチャーされてきた三兄妹のキャラクターが今作では前面に推されていて、ベアガーデンやイベントなど随所で登場する。またバンド「ひまわり*パンチ」として楽曲も収録。
新要素として、アドバイザースキル、プレーヤーボード、ベアガーデンが搭載された。前作のドライブキャンペーンは、ベアガーデンで使用するトラブを獲得するためのトラブキャンペーンに名を変えて継続している。
楽曲解禁イベント
あったかくなってきたね、春のHotキャンペーン
Hot曲をプレイすることで獲得するHotポイントを溜め、一定のポイントに達することで楽曲とプレーヤーボードのパーツが解禁となる。
祝!お兄様Birthday
1プレイごとに獲得するまごころポイントを溜め、100ポイントに達することでバースデーケーキにろうそくを立てる。一定のろうそく数に達することで楽曲とプレーヤーボードのパーツが解禁となる。
GITADORA ROCK WAVE
同年9月9日より開催された楽曲解禁イベント。前作のMusic Factoryに相当。
1週間ごとに1曲解禁可能なイベントが3つ行われ、さらにその月の楽曲をすべて解禁したプレイヤーのみ出現する限定PREMIUM ENCORE曲が遊べる。

### GITADORA Tri-Boost Re:EVOLVE（トライブースト リボルブ）
2016年12月14日稼働開始。Tri-Boostのアップデートバージョンだが、スキルポイントが初期化されており実質的な新作となっている。
前作よりアドバイザースキル、ベアガーデンが廃止され（プレーヤーボードは継続）、あわせてドライブフレアやトラブに相当するポイントも本作では集計されていない。
その他に難易度値の見直しや、1ステージ完走保証が実施された(コインプレイは除く)。今回においてはスキルポイントによるネームカラーが変更され、1000.00～1499.99が橙ネームで、1500～1999.99ではグラデーション化する。(前回までは1000.00～1999.99が淡黄であった)
今作においては、定期開催イベント(Re:EVOLVE MONTHLY RANKING、超ENCORE Fes、プレミアムアンコールフライデー)や、おすそわけハイタッチキャンペーンが話題となった。

### GITADORA Matixx（マティックス）
2017年9月6日稼働開始。前回のTri-Boost Re:EVOLVEと同様、難易度値が見直されている。
今作においてはDeluxeモードが追加された。(内容は従来のStandardモードと同じだが、DX解禁チャレンジフォルダが登場する。)
カスタマイズ設定で、フレーム表示やムービー表示も追加されている。
また、フレーズコンボシステムが追加され、Aメロやサビなどのフレーズ単位でコンボを継続させた場合に、専用の演出と達成率へのボーナスが入るようになった。

### GITADORA EXCHAIN(エクスチェイン)
2018年9月12日稼働開始。キャッチフレーズは「体験(EXPERIENCE)は紡がれ、連鎖(CHAIN)する…。」

今作においては、過去作品を振り返るイベント "追憶のギタドラ" が話題となった。XG以来のCLASSIC譜面が復活している。

### GITADORA NEX＋AGE(ネクステージ)
2019年10月2日稼働開始。キャッチフレーズは「次の世代にプラス。次のステージにプラス。」

選曲画面でのソート機能の実装や、"NEXTADIUM"（ネクスタジアム）と呼ばれる、課題曲の曲別スキルを競う大会イベントが定期的に開催されている。

### GITADORA HIGH-VOLTAGE(ハイボルテージ)
2021年4月21日稼働開始。キャッチフレーズは「ミュージシャンズライフを体感せよ！」

### GITADORA FUZZ-UP(ファズアップ)
2022年12月14日稼働開始。キャッチフレーズは「Can't you feel my NOISE?」
本作からの新たなシステムとして、一定時間貸し切りで何曲でも遊び放題となる「Premium Freeモード」（10分モードと15分モードの2種類存在する）が登場している。Premium Freeモードでは曲の演奏途中で制限時間が来ても曲終了まではプレイ可能である。また強制終了が廃止され、楽曲演奏の途中でゲージがなくなっても楽曲を最後まで演奏できるようになっている。

### GITADORA GALAXY WAVE（ギャラクシーウェーブ）
2024年3月13日稼働開始。

### GITADORA GALAXY WAVE DELTA（ギャラクシーウェーブ デルタ）
2025年3月17日稼働開始
新筐体「ARENA MODEL」用に最適化された専用バージョンとなっている。